# Rizsbor
A rizsbor Ázsiában, Aspergillus oryzae-gombakultúra segítségével elcukrosított rizsből erjesztett, 6-18% alkoholtartalmú italok elnevezése. Számos változata létezik, készítenek főzéshez használható rizsborokat is. A koreai italkultúrában gyógynövényekkel, virágszirmokkal és gyümölcsökkel is ízesítik. A megerjesztett rizsből desztillációval égetett szeszt is készítenek.
A rizsbor a neve ellenére nem tartozik a borok közé. Egyéb nyugati italfajtákba sem sorolható, így jellege és erjesztett volta miatt nevezték el rizsbornak, mely kifejezés több nyugati nyelvben is meghonosult (angolul: rice wine, németül: Reiswein, spanyolul: vino de arroz stb.). Előállítását tekintve közelebb áll a sörhöz, de vele ellentétben nem malátázással és sörfőzéssel készül. A rizs keményítőtartalmának elcukrosításához szükséges enzimeket az Aspergillus oryzae gombakultúra biztosítja, a cukrosítás pedig lassan, az erjesztéssel párhuzamosan történik.

## Fajtái
- szaké, japán rizsbor
- makkolli és jakcsu, koreai rizsborfajták
- huangcsiu, kínai rizsborok
- brem, indonéz rizsbor